# Håkan Tribell
Bo Håkan Tribell (före 2007 Jacobson), född 13 augusti 1978,  är en svensk statsvetare.
Tribell har en politices magisterexamen från Uppsala universitet. Han har också läst Timbros spetsutbildning Stureakademin.
Tribell var 2002–2007 ledarskribent på Upsala Nya Tidning och 2008-2009 redaktör på magasinet Neo. Han har också varit ledamot i tankesmedjan Bertil Ohlininstitutets styrelse (2004-2014). Han var chef för Timbro Idé 2009-2014 och rektor för Timbros utbildningsprogram Stureakademin (2006-2010) då han också grundande nätverket Stures alumner.
Tribell var 2015-2017 talskrivare åt Moderaternas partiledare Anna Kinberg Batra och 2017-2018 åt efterträdaren Ulf Kristersson.
Sedan 2019 arbetar han för Handelskammaren i Uppsala län.